# Theretra capensis
Theretra capensis is een vlinder uit de familie van de pijlstaarten (Sphingidae). De wetenschappelijke naam van de soort werd in 1764 gepubliceerd door Carl Linnaeus.